# Джозефін Хатчінсон
Джозефін Гатчінсон (англ. Josephine Hutchinson; 12 жовтня 1903 — 4 червня 1998) — американська акторка.

## Біографія
Народилася в Сієтлі, штат Вашингтон. Її мати, Леона Робертс, була акторкою. Завдяки зв'язкам матері 13-річна Джозефін отримала епізодичну роль у фільмі «Маленька принцеса», з Мері Пікфорд в головній ролі. Потім закінчила школу музики і драми «Корніш» в Сіетлі і переїхала в Нью-Йорк, де почала грати в театрі.
У 1924 році Гатчінсон одружилася з режисером Робертом Беллом. У 1926 році познайомилася з Евою Ле Галлієні, яка заснувала власну театральну компанію «Civic Repertory Theatre». У 1927 році між жінками зав'язався роман, про який стало відомо в 1928 році. Через скандал, що вибухнув, Гатчінсон і Белл у 1930 році розлучилися.
За договором з Warner Bros. Гатчінсон у 1934 році вирушила до Голлівуду, де дебютувала в картині «Щастя попереду». У 1935 році одружилася з Джеймсом Таунсендом (незабаром розлучилися). У 1936 році Гатчінсон отримала головну роль у фільмі «Історія Луї Пастера».
У 1939 році Гатчінсон втілила Ельзу фон Франкенштейн у фільмі студії Universal Studios «Син Франкенштейна». У 1959 році зіграла місіс Таунсенд в шпигунському трилері «На північ через північний захід».
Протягом 1970-х років Гатчінсон продовжувала стабільно працювати в кіно, телебаченні та на радіо, отримуючи в основному ролі другого плану. У 1972 році одружилася з актором Стетсом Котсуортом, з яким була до його смерті в 1979.
Джозефін Гатчінсон померла 4 червня 1998 в будинку для літніх людей імені Флоренс Найтінгейл у віці 94 років. Похована в Нью-Йорку.

## Фільмографія
- 1935 — Історія Луї Пастера / The Story of Louis Pasteur
- 1959 — На північ через північний захід / North by Northwest